# Janez Evangelist Krek

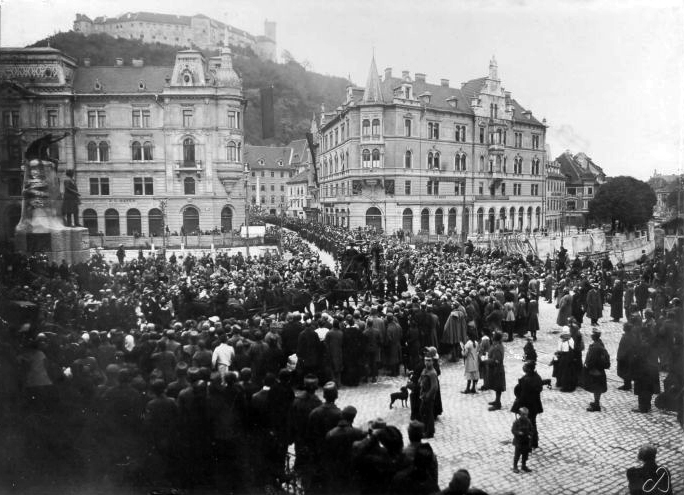
Janez Evangelist Kreks begravning

Janez Evangelist Krek, född 27 november 1865, död 8 oktober 1917, var en kristen socialistisk politiker, journalist, präst och teologiprofessor i Ljubljana, Slovenien.

## Hans liv
Janez var son till den 28-årige Valentin Krek och den 21-åriga Marija (född Štupica) i Sveti Gregor. Fadern var lärare och dog 4 mars 1875 när Janez endast var 9 år gammal. Han avslutade gymnasiet i Ljubljana 1884 och började då gå på romersk-katolska seminarier. Han blev präst 1888 i Wien, Österrike. Krek var språkbegåvad och förutom de språk som ingick i hans utbildning förstod han ett flertal andra språk till exempel latin, franska, engelska, ungerska och arabiska. Han var väldigt beläst och fick utmärkta betyg i både litteratur och essäskrivning. Han tyckte även om att skriva dikter varav flera publicerades i tidskrifter.

## Den politiska bakgrunden
Under andra halvan av 1800-talet var huvuddelen av den slovenska befolkningen sysselsatt inom jordbruket som var outvecklat och hade dålig utrustning. De övre samhällsskikten bestod av köpmän, rika hantverkare, godsägare samt de lokala och styrande administrationen. Tyska språket var de övre skiktens språk medan slovenskan talades bland bönderna och språket var en barriär mellan de olika samhällsskikten eftersom den omöjliggjorde för det slovenska folket att avancera inom de olika skikten. År 1848 avskaffades livegenskapen och de som tidigare varit livegna kunde äga jord men trots detta förändrades inte den slovenska befolkningens situation. Nu skulle även bönderna betala skatt med pengar istället för i natura så dessa blev tvungna att belåna sig för att klara av att betala sin skatt. Bankerna som i stort sett ägdes av icke-slovener erbjöd dåliga villkor som bönderna omöjligt kunde uppfylla och de fick därför vända sig till ockrare.

## Hans insatser
Krek var en typisk representant för den nya sortens österrikiska socialorienterade präster. På 1890-talet i Wien stiftade han bekantskap med de kristna socialistiska idéerna. Han blev influerad av Wilhelm Emmanuel von Ketteler, Karl von Vogelsang och Rerum novarum. Krek skrev ett antal artiklar och böcker om dessa, bland annat boken Črne bukve kmečkega stanu (1895, Den svarta boken om böndernas tillstånd). Han var en motståndare till den liberala kapitalismen men även mot de socialistiska idéer som byggde på klasskamp. Hans ideal var kooperativet som skulle bygga på solidaritet och harmoni som baserades på en överenskommelse mellan arbetarna och kapitalägarna. 1894 startade han lån och sparkassor med tyska Reiffeisenkasse som förebild. Dessa sparkassor byggde på att man lånade ut småspararnas pengar med låg ränta till bönder och handelsmän. Syftet var att göra det möjligt för bönderna att få billig kredit. Fram till dess så hade de varit tvungna att låna av ockrare. Sparkassornas förbund i Krain bildades året därpå, Krek var själv sekreterare där. Efter detta bildades flera kooperativ exempelvis för: bönder, djuruppfödare och mjölkproducenter. Slutligen så bildades en handelsförening som band ihop alla dessa kooperativ. Handelsföreningen försörjde kooperativen med varor och köpte deras produkter. Antalet anslutna kooperativ från alla slovenska delarna var 560, år 1910.
Krek ville även hjälpa arbetarna att skaffa sig egnahem. I Ljubljana bildades 1898 Slovenska byggföreningen och år 1902 var 170 egnahem byggda. Dessutom ville Krek att arbetarna skulle få en rättvisare lön.
Han var också initiativtagare för bildandet av det jugoslaviska arbetarförbundet (JSZ, Jugoslovanska strokovna zveza) 1919. Trots sina insatser så övergav Krek gradvis idén om den kooperativa staten och försökte hitta en lösning inom den moderna parlamentarismen.

## Verk av Krek på webben
- slovenska: Črne bukve kmečkega stanu Jedro kmečkega vprašanja - bok
- slovenska: Dr. Janez Evangelist Krek - na zadnji poti (1917) - artikel
- slovenska: Alegorija (1890) - dikt
- slovenska: Bršljana ni (1903) - dikt
- slovenska: Domovini (1890) - dikt
- slovenska: Elegija (1888) - dikt
- slovenska: Kam? (1891) - dikt
- slovenska: Lovčeva poroka (1893) - dikt
- slovenska: Mana (1891) - dikt
- slovenska: Mladim dnem (1889) - dikt
- slovenska: Naročilo (1889) - dikt
- slovenska: Ob materini smrti (1903) - dikt
- slovenska: Planinska (1892) - dikt
- slovenska: Pomladi (1890) - dikt
- slovenska: Sebi (1891) - dikt
- slovenska: Slava Levu XIII; Ob petdesetletnici škofovanja (1893) - dikt
- slovenska: Slovenec Čehu. V spominsko knjigo bogoslov- cu F. l. = Francu l. 1886 (1891) - dikt
- slovenska: Sobica (1891) - dikt
- slovenska: Vrbica (1891) - dikt
- slovenska: Z gore (1892) - dikt

## Om honom och hans verk på webben
- slovenska: Življenje in delo Janeza Evangelista Kreka
- slovenska: Janez Evangelist Krek
- slovenska: Janez Evangelist Krek av Franc Terseglav (1934)